# Aldan (rijeka)
Aldan (rus. Алдан je druga po veličini rijeka, koja utječe u rijeku Lenu u istočnom Sibiru. 
Aldan je dugačak 2273 kilometara, a od toga je 1600 kilometara plovno. Površina sliva iznosi 729 tisuća km². Izvire na sjevernim stranama Stanovojskog gorja, a u Lenu se ulijeva kao njena desna pritoka 160 km nizvodno od grada Jakutska. Zaleđen je od kraja listopada do svibnja. Rijeka je plovna od ušća do pristaništa Tomot.
Glavne rijeke koje se ulijevaju u Aldan su: Amga i Maja. U području gornjeg toka Aldana bogata su nalazišta magnetita i zlata, a na donjem toku kamenog ugljena (Lenski bazen).

## Vanjske poveznice
|  | Zajednički poslužitelj ima još gradiva o temi Aldan (rijeka) |